# Can Solà (Moià)
Can Solà és una obra de Moià inclosa a l'Inventari del Patrimoni Arquitectònic de Catalunya.

## Descripció
Casal urbà de planta rectangular, estructurat en tres nivells. A la planta baixa té un portal adovellat de mig punt. A la clau de l'arc, escut amb anagrama de Crist, el nom de Maria i la data 1580. El primer i segon pisos tenen balconades amb balustrada de fusta. El parament és de pedra amb enlluït. A les dependències baixes (antics estables) hi ha actualment un comerç de teixits (Can Solà).

## Història
Segons alguns veïns de Moià, aquesta casa fou la seu de l'antic casal del Gremi de Paraires i teixidors. Malgrat això, el propietari actual (Sr. Solà) no recorda res relacionat amb aquest fet. Segons altres versions, aquest casal del Gremi fou aixecat en aquesta plaça, però aterrat fa molts anys.